# Departamento de La Paz (Bolivia)
El departamento de La Paz es uno de los nueve departamentos en que se divide Bolivia. Su capital es Nuestra Señora de La Paz, sede de gobierno de Bolivia y de los poderes legislativo y electoral que se encuentra a una altitud de 3640 m s.n.m., y su ciudad más poblada, El Alto. 
Está ubicado al oeste del país, limitando al norte con el departamento de Pando, al este con los departamentos del Beni y Cochabamba, al sur con el departamento de Oruro, al suroeste con la región chilena de Arica y Parinacota, al oeste con los departamentos peruanos de Tacna y Puno y el lago Titicaca y al noroeste con el departamento peruano de Madre de Dios. Con 133 985 km² es el tercer departamento más extenso, por detrás de Santa Cruz y Beni. Su población de 3 022 566 habitantes, según el Censo INE 2024 lo convierte en el segundo departamento más poblado después de Santa Cruz y con 22,6 hab/km², el segundo más densamente poblado, por detrás del departamento de Cochabamba.
El departamento fue creado a partir de la Intendencia de La Paz de la Real Audiencia de Charcas, mediante Decreto Supremo de 23 de enero de 1826.
Según los datos oficiales del Instituto Nacional de Estadística de Bolivia (INE), hasta el año 2019, el PIB de todo el Departamento de La Paz alcanzó los US$ 11 585 millones de dólares lo que la convierte en la segunda economía más grande del país, llegando de esta manera a representar a un 28 % de la economía de Bolivia (41 196 millones). El PIB per cápita del departamento es de casi  US$ 4 000 dólares en promedio por cada paceño/a, situándose un 11% por encima del PIB per cápita promedio de Bolivia (US$ 3 500 dólares) La economía paceña es una de las economías más altamente diversificadas de toda Bolivia, ya que a diferencia de los otros departamentos, la economía paceña casi no depende mucho de la extracción de ningún recurso natural (ni minero ni hidrocarburífero), pues más del 50 % del PIB Departamental lo representan 5 grandes rubros, los cuales son: los servicios de la administración pública (19,68 %), de los establecimientos financieros (14,16 %), las industrias (8,76 %), el transporte con las comunicaciones (8,01 %) y por último el comercio (7,86 %) siendo estos 5 sectores los principales pilares que sostienen a la economía paceña. Existen a la vez otros sectores económicos, pero de mediana importancia que también contribuyen al desarrollo del Departamento de La Paz como la agricultura (7,24 %) y la minería (6,15 %).

## Historia

### Época prehispánica
En el territorio del departamento habitaron numerosas civilizaciones de diversos tamaños antes de la llegada de los europeos.
Entre los años 1500 a. C. y 1187 d. C. se desarrolló la cultura tiahuanaco en el área del Altiplano cerca al lago Titicaca, con su centro religioso en la ciudad de Tiahuanaco.
Luego de la caída de los tiahuanaco, el año 1100 se estableció cerca al río Desaguadero el Señorío pacajes, con capital en la ciudad de Caquiaviri. Los pacajes fueron uno de los 12 principales reinos aimaras que existieron en la región durante la era preincaica.

### Época colonial
La ciudad de Nuestra Señora de La Paz o simplemente La Paz, fue fundada el 20 de octubre de 1548, por Alonso de Mendoza, inicialmente ubicada en la actual localidad de Laja. Posteriormente, a los tres días, fue trasladada provisionalmente al valle de Chuquiago.
Ya en 1550 fue oficializada la ubicación que tiene en la actualidad. Cabe mencionar que pese a los variados intentos de llevar la ciudad a otros lugares, las ventajas geográficas del valle de Chuquiabo (algunos señalan Chuquiago), han evitado que todas estas propuestas prosperasen.
La fundación de la ciudad constituye uno de los más antiguos antecedentes de esta unidad territorial y administrativa.
Durante la colonia existió como Corregimiento de La Paz integrante del Virreinato del Perú y posteriormente como provincia integrante de la Real Audiencia de Charcas siendo incorporada al Virreinato de Buenos Aires creado definitivamente en 1778.
En 1782 se definió su existencia en forma de Intendencia de La Paz dentro del mismo Virreinato.
Las definiciones geográficas de la época son difusas y hacen referencia a centralidades y circunscripciones religiosas o poblados más que a hitos territoriales como los conocemos hoy en día.
En 1810 se definió una nueva organización política y administrativa para la Audiencia de Charcas en la que se define la existencia de esta unidad política y administrativa bajo el nombre de provincia de La Paz.

### Época republicana
Con la declaración de independencia de la República de Bolívar en 1825, se definió según la Constitución Política (19 de noviembre de 1826) la división política y administrativa del territorio boliviano en departamentos, provincias y cantones, surgiendo de esta manera esta unidad territorial administrativa en el marco de la Independencia de España.
Durante los siglos posteriores el departamento sufrió transformaciones en su organización interna relacionados con la creación de nuevas subdivsiones (provincias) y nuevas formas de organización territorial y política, las más importantes en el marco de las Leyes de Participación popular de 1994 y la Ley Marco de Autonomías de 2010.

## Geografía
El Departamento de La Paz se divide en tres zonas geográficas:
- La zona altiplánica formada por la región del lago Titicaca, la isla del Sol, la isla de la Luna y la isla Suriki. Esta zona se encuentra en una extensa planicie ubicada a una altura media de 3.600 m s. n. m., llamada Altiplano Andino, que se extiende entre la Cordillera Real u Oriental y la Cordillera Occidental, ramales en que se bifurca la Cordillera de Los Andes al ingresar a Bolivia.

- La zona subandina, que comprende la región conocida como Los Yungas, que abarca el sector noreste de la Cordillera Real hasta los llanos tropicales del norte, y la región de los valles que bordea todo el sector sureste de la Cordillera Real. Ambos sectores se caracterizan por su escarpada geografía y por las formaciones de cavernas y ríos producidos por el agua de deshielo proveniente de la cordillera.

- La zona amazónica, que está ubicada en la parte norte del departamento y colinda con los departamentos de Beni y Pando, forma parte del ecosistema del río Amazonas. Se caracteriza por su vegetación exuberante, que la hace un lugar apropiado para el turismo de aventura y ecológico.

## Fauna
En la zona altiplánica se tiene una gran variedad de especies en fauna tanto en anfibios, reptiles, entre los más predominantes, aves, mamíferos. Entre los anfibios está:
-Sapo thoko (Rhinella spinulosa), es el anfibio más grande del valle de La Paz con una longitud aproximada a 100 mm, las hembras de esta especie son mucho más grandes que los machos.

## Clima
El Departamento de La Paz presenta climas que varían de acuerdo a la altitud: Por sobre los 5000 metros de altitud y nieves perpetuas, el frío es polar. La zona Altiplánica se caracteriza por un clima frío y por ser la región más húmeda del Altiplano Andino (650 de precipitación pluvial, media anual). En la zona Subandina, la región de los valles presenta un clima templado y menos húmedo que la región de Los Yungas, que se caracteriza por un clima húmedo y caluroso con bancos de niebla frecuentes en las partes más altas. En la zona Amazónica el clima es cálido tropical y húmedo.

## Demografía

Bandera de las naciones y pueblos indígena originario campesinos de tierras bajas del departamento de La Paz

A partir de mediados del siglo XVI, siglo XVII, siglo XVIII, siglo XIX e inclusive durante todo el siglo XX, hasta ya entrado el siglo XXI, el departamento de La Paz tiene una de las más grandes concentraciones de grupos humanos del país.
A partir de la fundación de la República de Bolivia en 1825, el Departamento de La Paz ha recibido grandes olas de inmigración de diferentes partes del país, como así también de otros países. Pero sería a partir del año 1900, cuando después de convertirse en el Departamento sede de gobierno, empezaría el desarrollo económico y social departamental.
Muchos campesinos del altiplano boliviano, emigraron a las grandes ciudades del departamento (La Paz, El Alto), sobre todo a El Alto que surgió prácticamente de la migración por ser una se las zonas más pobres de La Paz y donde los costos de las viviendas eran más accesibles para los que tenían escasos recursos económicos. A la vez, habitantes de otros departamentos también ingresaron al Departamento buscando mejores oportunidades de trabajo y calidad de vida. Por otra parte también ingresó al departamento flujo extranjeros europeos, asiáticos, norteamericanos, centroamericanos y sudamericanos que radican en su mayoría en la ciudad de La Paz.
En los últimos años se ha ido poblando también el norte tropical paceño y los valles de Yungas.

### Evolución demográfica histórica
Los censos anteriores al año 1882 no son tan exactos ni confiables, siendo solo estimativo ya que no reflejan datos precisos de la población departamental de aquella época. Sería a partir del año 1882 (cuando una vez terminada la Guerra del Pacífico) recién se puede contar con datos precisos de población de cada departamento de Bolivia.    

El departamento de La Paz tiene una población estimada de 3 022 566 habitantes para el año 2024, según los datos oficiales del INE.

| POBLACIÓN HISTÓRICA DEL DEPARTAMENTO DE LA PAZ             | POBLACIÓN HISTÓRICA DEL DEPARTAMENTO DE LA PAZ | POBLACIÓN HISTÓRICA DEL DEPARTAMENTO DE LA PAZ | POBLACIÓN HISTÓRICA DEL DEPARTAMENTO DE LA PAZ | POBLACIÓN HISTÓRICA DEL DEPARTAMENTO DE LA PAZ |
| N.º                                                        | Año                                            | Habitantes                                     | Crecimiento Intercensal                        | Censos de Población o Estimaciones             |
| ---------------------------------------------------------- | ---------------------------------------------- | ---------------------------------------------- | ---------------------------------------------- | ---------------------------------------------- |
| SIGLO XIX                                                  |                                                |                                                |                                                |                                                |
| 1º                                                         | 1831                                           | 348 142                                        | Sin cambios                                    | Censo boliviano de 1831                        |
| 2º                                                         | 1835                                           | 373 587                                        | + 7,3 %                                        | Censo boliviano de 1835                        |
| 3º                                                         | 1845                                           | 412 867                                        | + 10,5 %                                       | Censo boliviano de 1845                        |
| 4º                                                         | 1854                                           | 593 779                                        | + 43,8 %                                       | Censo boliviano de 1854                        |
| 5º                                                         | 1882                                           | 346 139                                        | - 41,7 %                                       | Censo boliviano de 1882                        |
| SIGLO XX                                                   |                                                |                                                |                                                |                                                |
| 6º                                                         | 1900                                           | 445 616                                        | + 28,7 %                                       | Censo boliviano de 1900                        |
| 7º                                                         | 1950                                           | 854 079                                        | + 91,6 %                                       | Censo boliviano de 1950                        |
| 8º                                                         | 1976                                           | 1 465 370                                      | + 71,5 %                                       | Censo boliviano de 1976                        |
| 9º                                                         | 1992                                           | 1 900 786                                      | + 29,7 %                                       | Censo boliviano de 1992                        |
| SIGLO XXI                                                  |                                                |                                                |                                                |                                                |
| 10º                                                        | 2001                                           | 2 349 885                                      | + 23,6 %                                       | Censo boliviano de 2001                        |
| 11º                                                        | 2012                                           | 2 719 344                                      | + 15,7 %                                       | Censo boliviano de 2012                        |
| 12º                                                        | 2024                                           | 3 022 566                                      | + 11,1 %                                       | Censo boliviano de 2024                        |
| Fuente: Instituto Nacional de Estadística de Bolivia (INE) |                                                |                                                |                                                |                                                |

| Evolución histórica de la población del departamento de La Paz (según los censos bolivianos) |
| -------------------------------------------------------------------------------------------- |
|                                                                                              |

### Urbanización
En los últimos 70 años (1950-2020), la población rural del departamento ha disminuido considerablemente, esto es debido a la inmigración campo-ciudad de los pobladores de las provincias a las grandes ciudades como La Paz, El Alto, Viacha y la reciente ciudad de Caranavi. Pues cabe mencionar que el despoblamiento de las áreas rurales trae como consecuencia la disminución de la producción de alimentos, que son producidas en el altiplano y valles paceños. Este fenómeno genera el aumento obligatorio de las importaciones de alimentos enlatados transgénicos (químicos conservantes) para consumo en las áreas urbanas. 
| POBLACIÓN RURAL DEL DEPARTAMENTO DE LA PAZ                        | POBLACIÓN RURAL DEL DEPARTAMENTO DE LA PAZ | POBLACIÓN RURAL DEL DEPARTAMENTO DE LA PAZ | POBLACIÓN URBANA DEL DEPARTAMENTO DE LA PAZ | POBLACIÓN URBANA DEL DEPARTAMENTO DE LA PAZ | POBLACIÓN URBANA DEL DEPARTAMENTO DE LA PAZ |
| Año                                                               | % Población rural                          | Población                                  | Año                                         | % Población urbana                          | Población                                   |
| ----------------------------------------------------------------- | ------------------------------------------ | ------------------------------------------ | ------------------------------------------- | ------------------------------------------- | ------------------------------------------- |
| 1950                                                              | 65,80 %                                    | 561.572 habitantes (censo)                 | 1950                                        | 34,20 %                                     | 292.507 habitantes (censo)                  |
| 1976                                                              | 53,40 %                                    | 782.510 habitantes (censo)                 | 1976                                        | 46,60 %                                     | 682.860 habitantes (censo)                  |
| 1992                                                              | 37,20 %                                    | 706.965 habitantes (censo)                 | 1992                                        | 62,80 %                                     | 1.193.821 habitantes (censo)                |
| 2001                                                              | 33,90 %                                    | 797.739 habitantes (censo)                 | 2001                                        | 66,10 %                                     | 1.552.146 habitantes (censo)                |
| 2012                                                              | 33,30 %                                    | 905.196 habitantes (censo)                 | 2012                                        | 66,70 %                                     | 1.814.148 habitantes (censo)                |
| Fuentes:Instituto Nacional de Estadística de Bolivia (INE) (2018) |                                            |                                            |                                             |                                             |                                             |

### Principales centros urbanos
| Principales Ciudades del Departamento de La Paz | Principales Ciudades del Departamento de La Paz | Principales Ciudades del Departamento de La Paz | Principales Ciudades del Departamento de La Paz | Principales Ciudades del Departamento de La Paz | Principales Ciudades del Departamento de La Paz | Principales Ciudades del Departamento de La Paz | Principales Ciudades del Departamento de La Paz | Principales Ciudades del Departamento de La Paz | Principales Ciudades del Departamento de La Paz |
| Censo de 1992 | Censo de 1992                                   | Censo de 1992                                   | Censo de 2001                                   | Censo de 2001                                   | Censo de 2001                                   | Censo de 2012                                   | Censo de 2012                                   | Censo de 2012                                   |                                                 |
| N.º | Ciudad                                          | Habitantes                                      | N.º                                             | Ciudad                                          | Habitantes                                      | N.º                                             | Ciudad                                          | Habitantes                                      |                                                 |
| --- | ----------------------------------------------- | ----------------------------------------------- | ----------------------------------------------- | ----------------------------------------------- | ----------------------------------------------- | ----------------------------------------------- | ----------------------------------------------- | ----------------------------------------------- | ----------------------------------------------- |
| 1° | La Paz                                          | 713 378                                         | 1°                                              | La Paz                                          | 789 585                                         | 1°                                              | El Alto                                         | 842 378                                         |                                                 |
| 2° | El Alto                                         | 405 492                                         | 2°                                              | El Alto                                         | 647 350                                         | 2°                                              | La Paz                                          | 757 184                                         |                                                 |
| 3° | Viacha                                          | 19 036                                          | 3°                                              | Viacha                                          | 29 108                                          | 3°                                              | Viacha                                          | 62 516                                          |                                                 |
| 4° | Caranavi                                        | 7 533                                           | 4°                                              | Caranavi                                        | 12 083                                          | 4°                                              | Achocalla                                       | 18 442                                          |                                                 |
| 5° | Patacamaya                                      | 5 950                                           | 5°                                              | Achocalla                                       | 10 369                                          | 5°                                              | Caranavi                                        | 13 569                                          |                                                 |
| 6° | Colquiri                                        | 5 696                                           | 6°                                              | Patacamaya                                      | 8 414                                           | 6°                                              | Patacamaya                                      | 11 197                                          |                                                 |
| 7° | Achacachi                                       | 5 602                                           | 7°                                              | Achacachi                                       | 7 540                                           | 7°                                              | Achacachi                                       | 8 857                                           |                                                 |
| 8° | Achocalla                                       | 5 602                                           | 8°                                              | Copacabana                                      | 4 161                                           | 8°                                              | Apolo                                           | 6 376                                           |                                                 |
| 9° | Tipuani                                         | 4 365                                           | 9°                                              | Colquiri                                        | 4 004                                           | 9°                                              | Colquiri                                        | 5 935                                           |                                                 |
| 10° | Guanay                                          | 3 886                                           | 10°                                             | Guanay                                          | 3 890                                           | 10°                                             | Lahuachaca                                      | 5 874                                           |                                                 |
| 11° | Copacabana                                      | 3 379                                           | 11°                                             | Sica Sica                                       | 3 831                                           | 11°                                             | Copacabana                                      | 5 579                                           |                                                 |
| 12° | Quime                                           | 2 718                                           | 12°                                             | Lahuachaca                                      | 2 986                                           | 12°                                             | Palos Blancos                                   | 5 478                                           |                                                 |
| 13° | Lahuachaca                                      | 2 562                                           | 13°                                             | Palos Blancos                                   | 2 961                                           | 13°                                             | Guanay                                          | 4 165                                           |                                                 |
| 14° | Mapiri                                          | 2 388                                           | 14°                                             | Chulumani                                       | 2 724                                           | 14°                                             | Desaguadero                                     | 4 065                                           |                                                 |
| 15° | Chulumani                                       | 2 192                                           | 15°                                             | Tipuani                                         | 2 563                                           | 15°                                             | Ixiamas                                         | 3 968                                           |                                                 |
| 16° | Sorata                                          | 2 048                                           | 16°                                             | Mapiri                                          | 2 561                                           | 16°                                             | Tito Yupanqui                                   | 3 459                                           |                                                 |
| 17° |                                                 |                                                 | 17°                                             | Quime                                           | 2 439                                           | 17°                                             | Mapiri                                          | 3 446                                           |                                                 |
| 18° |                                                 |                                                 | 18°                                             | Colquencha                                      | 2 352                                           | 18°                                             | Amarete                                         | 3 304                                           |                                                 |
| 19° |                                                 |                                                 | 19°                                             | San Buenaventura                                | 2 264                                           | 19°                                             | Quime                                           | 3 131                                           |                                                 |
| 20° |                                                 |                                                 | 20°                                             | Desaguadero                                     | 2 219                                           | 20°                                             | San Buenaventura                                | 3 089                                           |                                                 |
| 21° |                                                 |                                                 | 21°                                             | Sorata                                          | 2 217                                           | 21°                                             | Sica Sica                                       | 3 086                                           |                                                 |
| 22° |                                                 |                                                 | 22°                                             | Coroico                                         | 2 197                                           | 22°                                             | Colquencha                                      | 3 085                                           |                                                 |
| 23° |                                                 |                                                 | 23°                                             | Apolo                                           | 2 123                                           | 23°                                             | Sorata                                          | 2 788                                           |                                                 |
| 24° |                                                 |                                                 | 24°                                             |                                                 |                                                 | 24°                                             | Tipuani                                         | 2 456                                           |                                                 |
| 25° |                                                 |                                                 | 25°                                             |                                                 |                                                 | 25°                                             | Santa Rosa de Mapiri                            | 2 336                                           |                                                 |
| 26° |                                                 |                                                 | 26°                                             |                                                 |                                                 | 26°                                             | Coroico                                         | 2 319                                           |                                                 |
| 27° |                                                 |                                                 | 27°                                             |                                                 |                                                 | 27°                                             | Batallas                                        | 2 257                                           |                                                 |
| 28° |                                                 |                                                 | 28°                                             |                                                 |                                                 | 28°                                             | La Asunta                                       | 2 143                                           |                                                 |
| 29° |                                                 |                                                 | 29°                                             |                                                 |                                                 | 29°                                             | Cala Cala                                       | 2 087                                           |                                                 |
| 30° |                                                 |                                                 | 30°                                             |                                                 |                                                 | 30°                                             | Collana                                         | 2 064                                           |                                                 |
| 31° |                                                 |                                                 | 31°                                             |                                                 |                                                 | 31°                                             | Chulumani                                       | 2 028                                           |                                                 |
| 32° |                                                 |                                                 | 32°                                             |                                                 |                                                 | 32°                                             | Tumarapi                                        | 2 026                                           |                                                 |
| Fuente:Instituto Nacional de Estadística de Bolivia (INE) (2019) El INE considera como Área Urbana a poblaciones con un mínimo de 2 000 habitantes. |                                                 |                                                 |                                                 |                                                 |                                                 |                                                 |                                                 |                                                 |                                                 |

### Área metropolitana departamental

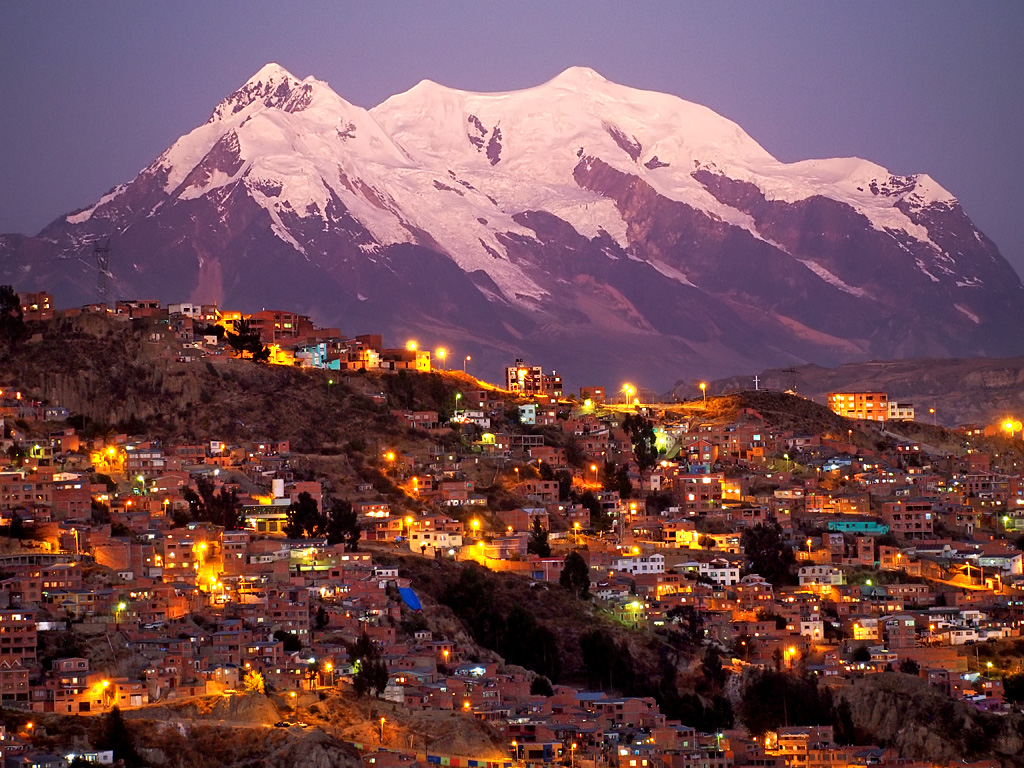
Municipio de La Paz.

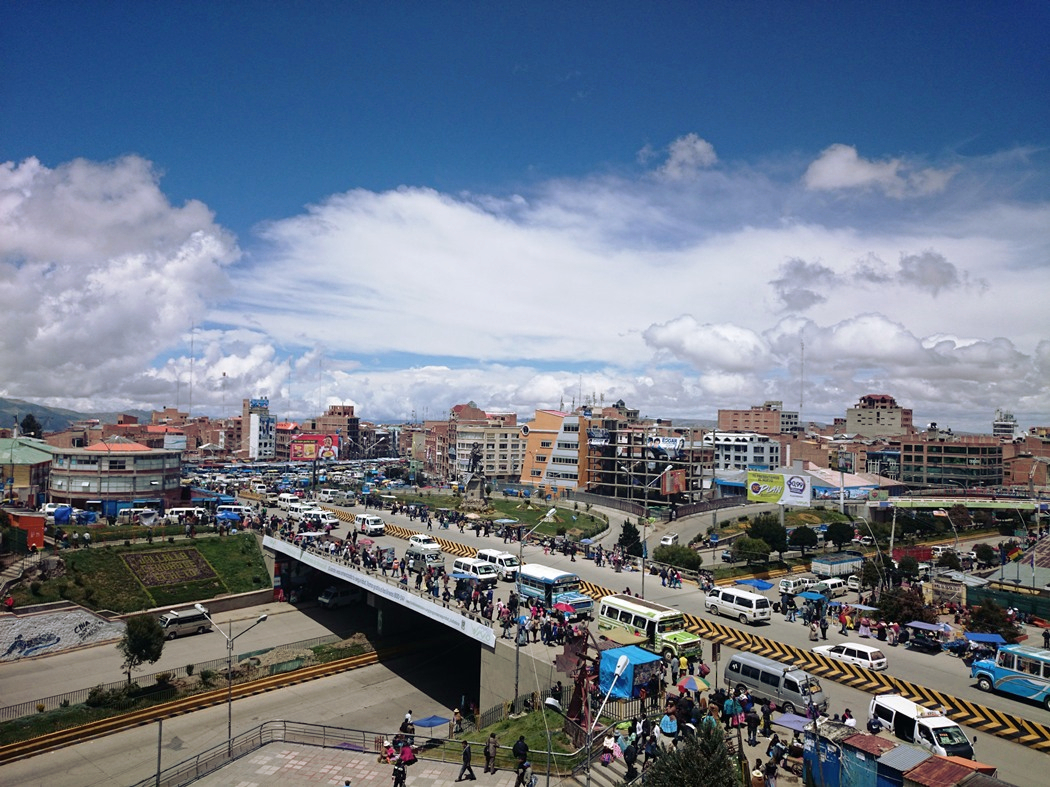
Municipio de El Alto.

En las siguientes tablas se recogen datos e información sobre la evolución demográfica de los municipios que conforman el área metropolitana de La Paz. Los datos de población anual están elaborados de acuerdo a los censos oficiales realizados en 2001 y 2012, a principios del siglo XXI (en negrita los años censales).
| Año  | La Paz  | El Alto | Viacha | Pucarani | Laja   | Achocalla | Palca  | Mecapaca | Total de habitantes |
| ---- | ------- | ------- | ------ | -------- | ------ | --------- | ------ | -------- | ------------------- |
| 2001 | 793.293 | 649.958 | 46.596 | 24.570   | 16.311 | 15.110    | 14.185 | 11.782   | 1.571.805           |
| 2012 | 764.617 | 848.840 | 80.388 | 29.379   | 26.673 | 18.993    | 16.622 | 16.027   | 1.801.539           |

## División político-administrativa
El Departamento de La Paz está dividido en 20 provincias que a la vez se dividen en 87 municipios. El departamento es administrado por el gobernador o gobernadora, quien es representante del Poder Ejecutivo y encargado del cumplimiento de las leyes, mantenimiento de caminos y del bienestar de los habitantes en general. En orden de jerarquía le siguen los Alcaldes Municipales, encargados de proporcionar los servicios básicos a los municipios. Las provincias tienen como administrador el Subgobernador Provincial (nombrado por el Gobierno Departamental de La Paz).

### Provincias
| #  | Provincia                 | Superficie km² | Población | Capital             |
| -- | ------------------------- | -------------- | --------- | ------------------- |
| 4  | Aroma                     | 4.510          | 98.378    | Sica Sica           |
| 8  | Bautista Saavedra         | 2.525          | 12.259    | Charazani           |
| 18 | Iturralde                 | 42 815         | 13 972    | Ixiamas             |
| 11 | Caranavi                  | 3 400          | 55 492    | Caranavi            |
| 6  | Camacho                   | 2 080          | 59 847    | Puerto Acosta       |
| 17 | Franz Tamayo              | 15 900         | 18 852    | Apolo               |
| 19 | Gualberto Villaroel       | 1 935          | 18 562    | Curahuara           |
| 10 | Ingavi                    | 5 410          | 106 086   | Viacha              |
| 13 | Inquisivi                 | 6 430          | 60 582    | Inquisivi           |
| 22 | General José Manuel Pando | 1 976          | 7 036     | Santiago de Machaca |
| 16 | Larecaja                  | 8 110          | 67 662    | Sorata              |
| 3  | Loayza                    | 3 370          | 48 050    | Luribay             |
| 1  | Los Andes                 | 1 658          | 73 728    | Pucarani            |
| 9  | Manco Kapac               | 367            | 24 039    | Copacabana          |
| 7  | Muñecas                   | 4 965          | 29 694    | Chuma               |
| 14 | Nor Yungas                | 1 720          | 25 790    | Coroico             |
| 5  | Omasuyos                  | 2 065          | 92 126    | Achacachi           |
| 15 | Pacajes                   | 10 584         | 52 183    | Coro Coro           |
| 2  | Murillo                   | 4 705          | 2 030 422 | La Paz              |
| 12 | Sud Yungas                | 5 770          | 69 794    | Chulumani           |
|    | Total:                    | 133 985        |           |                     |

Nota: a la superficie de tierra firme hay que agregar 3.770 km² correspondientes al Lago Titicaca

## Elecciones

### Elecciones departamentales de 2005
- Elecciones departamentales de La Paz de 2005 para Prefecto por el Departamento de La Paz para el periodo 2006-2010[15]

|  | 37,99 % |

|  | 33,81 % |

|  | 11,98 % |

|  | 5,38 % |

|  | 4,84 % |

|  | 2,47 % |

|  | 1,84 % |

|  | 1,69 % |

### Elecciones departamentales de 2010
- Elecciones departamentales de La Paz de 2010 para Gobernador por el Departamento de La Paz para el periodo 2010-2015[17]

|  | 49,99 % |

|  | 23,18 % |

|  | 14,92 % |

|  | 6,35 % |

|  | 2,84 % |

|  | 2,73 % |

### Elecciones departamentales de 2015
- Elecciones departamentales de La Paz de 2015 para Gobernador por el Departamento de La Paz para el periodo 2015-2020

|  | 50,09 % |

|  | 30,68 % |

|  | 8,07 % |

|  | 4,76 % |

|  | 3,91 % |

|  | 1,38 % |

|  | 1,11 % |

## Cultura
La cultura de los pueblos originarios mezclada con las tradiciones españolas, al igual que en muchas regiones de Latinoamérica, dieron lugar a la mayoría de las expresiones culturales: La Entrada Folclórica de la Fiesta del Gran Poder en la ciudad de La Paz es una buena muestra de ello. También la devoción a diferentes santos es una costumbre muy arraigada.
Otra de las grandes representaciones culturales es la Entrada Universitaria que reúne a miles de danzarines universitarios, quienes realizan esta actividad en pro de recuperar y revalidar las danzas autóctonas y originales de toda Bolivia.

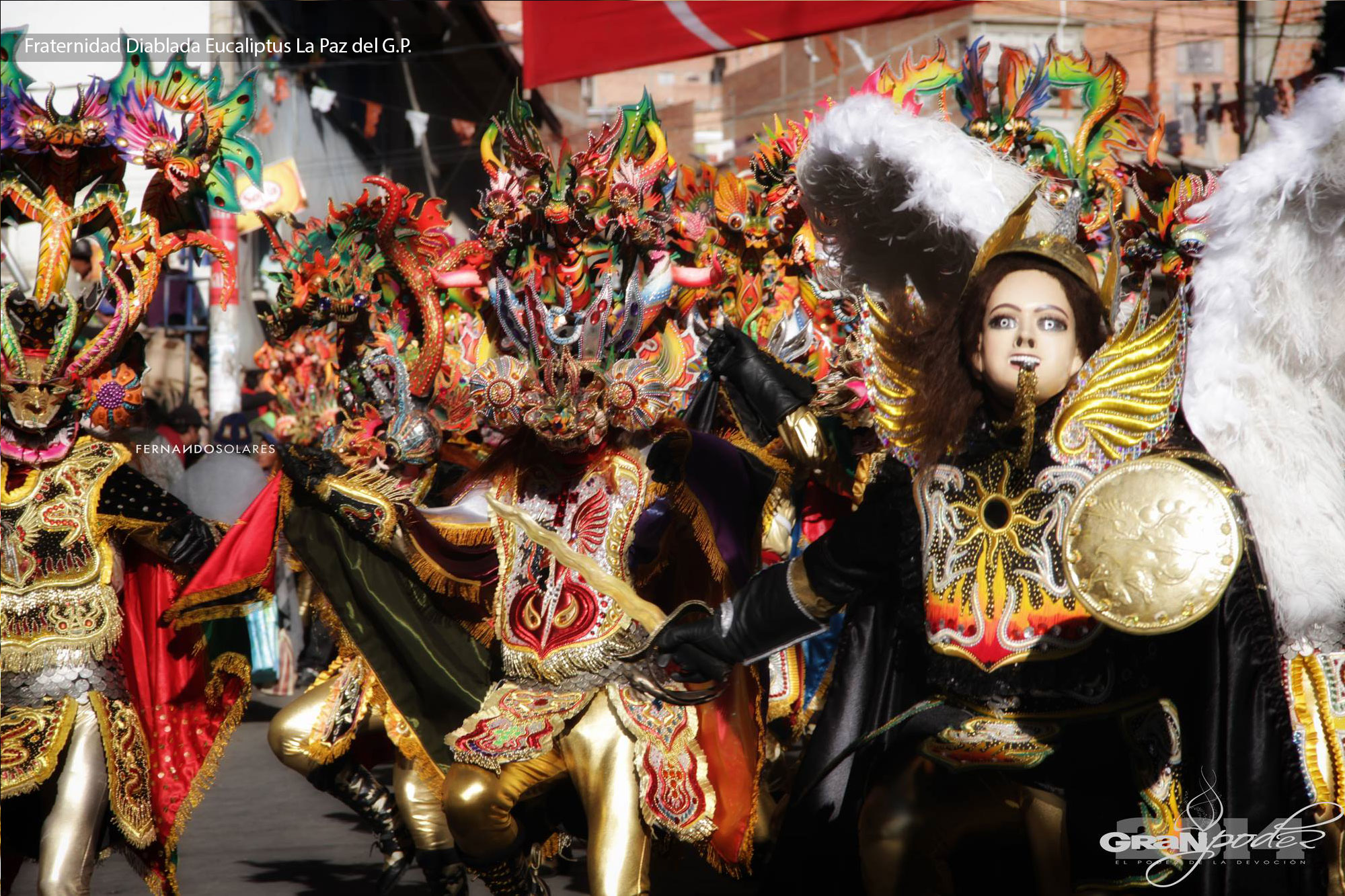
Fraternidad Diablada Eucaliptus La Paz del G.P. El Ángel y los Buzos Dorados en la Fiesta del Gran Poder.

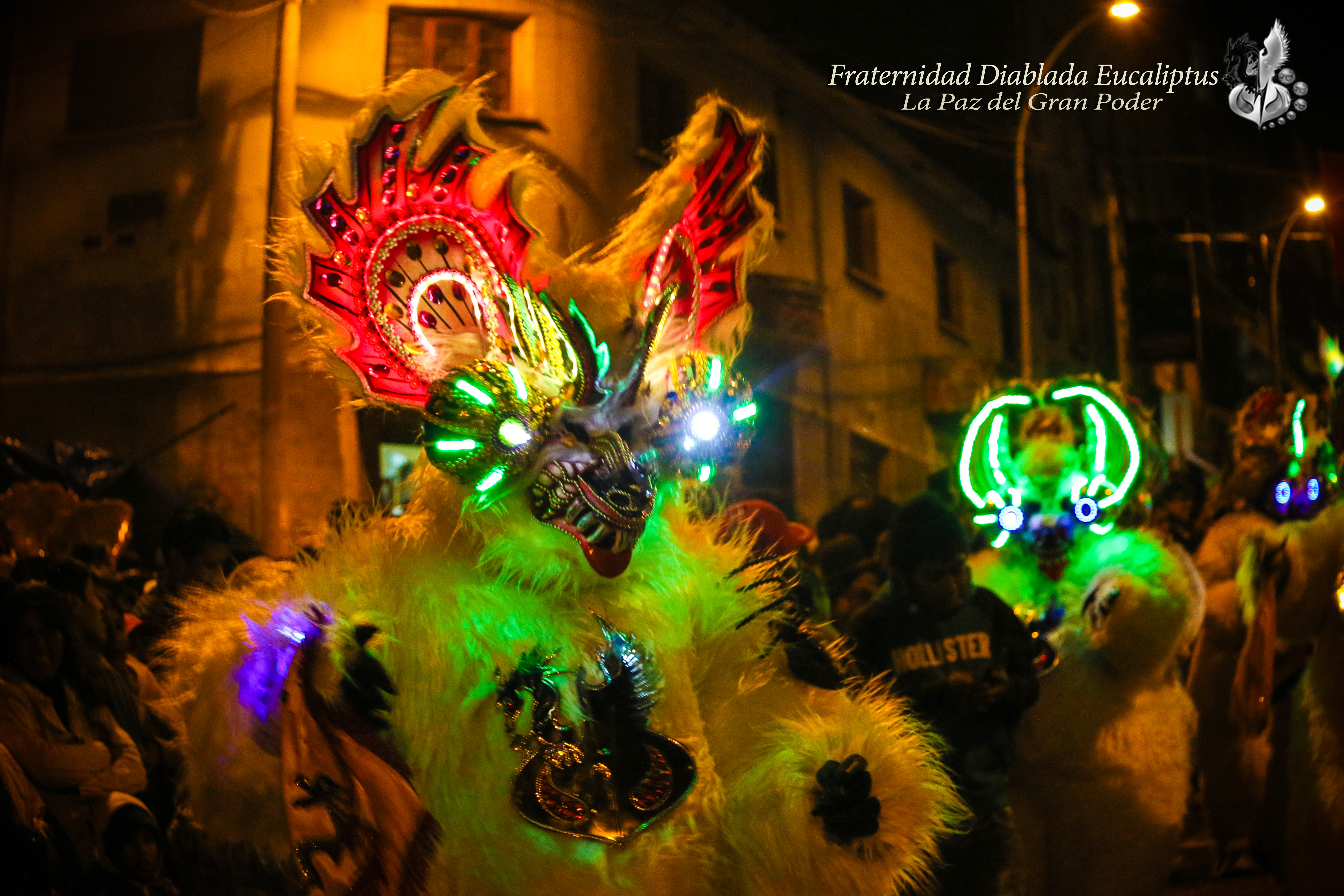
Fraternidad Diablada Eucaliptus La Paz del G.P. Osos participando en la Fiesta del Gran Poder.

## Economía
La Economía del Departamento de La Paz es la segunda economía más grande de Bolivia, pues cada año, el Departamento de La Paz produce alrededor de 11 320 millones de dólares, con esta cifra representa al 28,0 % del PIB de Bolivia. 
En 2018, el 28% de todo lo que se produce en Bolivia, proviene de la producción del Departamento de La Paz, convirtiéndose de esta manera una de las principales economías del país. 
En cuanto al PIB per cápita (que es la "riqueza promedio" por habitante), cada paceño y paceña posee un PIB per cápita de 3926 dólares hasta el año 2018. Esta cifra se encuentra por encima del PIB per cápita promedio de Bolivia (3.589 dólares).
La economía paceña se compone de varios sectores como el sector primario (agricultura), el sector secundario (industrial), el sector terciario (servicios), y finalmente los impuestos y derechos de importaciones.
Se estima que a finales del año 2019, el PIB del departamento de La Paz sobrepase los 12 mil millones de dólares y alcance un PIB per cápita de 4 100 dólares
| Tamaño de la Economía del Departamento de La Paz (PIB) Riqueza promedio por cada habitante (PIB per Cápita) | Tamaño de la Economía del Departamento de La Paz (PIB) Riqueza promedio por cada habitante (PIB per Cápita) | Tamaño de la Economía del Departamento de La Paz (PIB) Riqueza promedio por cada habitante (PIB per Cápita) | Tamaño de la Economía del Departamento de La Paz (PIB) Riqueza promedio por cada habitante (PIB per Cápita) |
| Año | PIB (en Dólares)                                                                                            | PIB per Cápita (en Dólares)                                                                                 | Crecimiento del PIB departamental                                                                           |
| --- | --- | --- | --- |
| 1988 | US$ 1 278 millones                                                                                          | US$ 664 dólares                                                                                             | Sin cambios                                                                                                 |
| 1989 | US$ 1 302 millones                                                                                          | US$ 664 dólares                                                                                             | + 3.37 % |
| 1990 | US$ 1 314 millones                                                                                          | US$ 659 dólares                                                                                             | + 2.63 % |
| 1991 | US$ 1 463 millones                                                                                          | US$ 720 dólares                                                                                             | + 6.91 % |
| 1992 | US$ 1 583 millones                                                                                          | US$ 766 dólares                                                                                             | + 3.66 % |
| 1993 | US$ 1 642 millones                                                                                          | US$ 778 dólares                                                                                             | + 3.88 % |
| 1994 | US$ 1 731 millones                                                                                          | US$ 806 dólares                                                                                             | + 4.32 % |
| 1995 | US$ 1 978 millones                                                                                          | US$ 904 dólares                                                                                             | + 5.40 % |
| 1996 | US$ 2 175 millones                                                                                          | US$ 974 dólares                                                                                             | + 2.69 % |
| 1997 | US$ 2 201 millones                                                                                          | US$ 967 dólares                                                                                             | - 0.20 % |
| 1998 | US$ 2 167 millones                                                                                          | US$ 935 dólares                                                                                             | - 4.37 % |
| 1999 | US$ 2 148 millones                                                                                          | US$ 909 dólares                                                                                             | + 2.84 % |
| 2000 | US$ 2 154 millones                                                                                          | US$ 895 dólares                                                                                             | - 0.07 % |
| 2001 | US$ 2 048 millones                                                                                          | US$ 840 dólares                                                                                             | + 0.38 % |
| 2002 | US$ 2 029 millones                                                                                          | US$ 821 dólares                                                                                             | + 5.10 % |
| 2003 | US$ 2 081 millones                                                                                          | US$ 833 dólares                                                                                             | + 5.15 % |
| 2004 | US$ 2 179 millones                                                                                          | US$ 862 dólares                                                                                             | + 2.78 % |
| 2005 | US$ 2 339 millones                                                                                          | US$ 916 dólares                                                                                             | + 1.12 % |
| 2006 | US$ 2 755 millones                                                                                          | US$ 1 070 dólares                                                                                           | + 3.93 % |
| 2007 | US$ 3 224 millones                                                                                          | US$ 1 239 dólares                                                                                           | + 4.79 % |
| 2008 | US$ 4 088 millones                                                                                          | US$ 1 554 dólares                                                                                           | + 6.00 % |
| 2009 | US$ 4 362 millones                                                                                          | US$ 1 641 dólares                                                                                           | + 4.85 % |
| 2010 | US$ 4 972 millones                                                                                          | US$ 1 837 dólares                                                                                           | + 4.71 % |
| 2011 | US$ 6 108 millones                                                                                          | US$ 2 232 dólares                                                                                           | + 6.09 % |
| 2012 | US$ 6 873 millones                                                                                          | US$ 2 485 dólares                                                                                           | + 4.66 % |
| 2013 | US$ 7 708 millones                                                                                          | US$ 2 769 dólares                                                                                           | + 5.62 % |
| 2014 | US$ 8 375 millones                                                                                          | US$ 2 988 dólares                                                                                           | + 5.44 % |
| 2015 | US$ 8 919 millones                                                                                          | US$ 3 160 dólares                                                                                           | + 7.83 % |
| 2016 | US$ 9 518 millones                                                                                          | US$ 3 349 dólares                                                                                           | + 5.51 % |
| 2017 | US$ 10 604 millones                                                                                         | US$ 3 705 dólares                                                                                           | + 6.10 % |
| 2018 | US$ 11 319 millones                                                                                         | US$ 3 926 dólares                                                                                           | + 4.52 % |
| 2019 | US$ 11 585 millones                                                                                         | US$ 3 988 dólares                                                                                           | + 3.21 % |
| 2020 | US$ 10 305 millones                                                                                         | US$ 3 442 dólares                                                                                           | - 11.06 %                                                                                                   |
| 2021 | US$ 11 268 millones                                                                                         | US$ 3 727 dólares                                                                                           | + 5.29 % |
| 2022 | US$ 12 278 millones                                                                                         | US$ 4 023 dólares                                                                                           | + 4.74 % |
| Nota: En Rojo, los años de decrecimiento del PIB, de 0% para abajo. En Verde, los años de crecimiento regular del PIB entre 0% y 4,50%. En Azul, los años de crecimiento bueno del PIB de 4,50% para arriba. Fuente: Instituto Nacional de Estadística de Bolivia INE (2022) | | | |

| Departamentos de Bolivia según el tamaño de su Economía PIB (producto interno bruto) en 2022 | Departamentos de Bolivia según el tamaño de su Economía PIB (producto interno bruto) en 2022 | Departamentos de Bolivia según el tamaño de su Economía PIB (producto interno bruto) en 2022 | Departamentos de Bolivia según el tamaño de su Economía PIB (producto interno bruto) en 2022 |
| Posición | Departamento de                                                                              | Producto Interno Bruto                                                                       | País Comparable en PIB                                                                       |
| --- | -------------------------------------------------------------------------------------------- | -------------------------------------------------------------------------------------------- | -------------------------------------------------------------------------------------------- |
| 1.º | Santa Cruz                                                                                   | US$ 13 586 millones                                                                          | Guinea                                                                                       |
| 2.º | La Paz                                                                                       | US$ 12 278 millones                                                                          | Moldavia                                                                                     |
| 3.º | Cochabamba                                                                                   | US$ 6 455 millones                                                                           | Eritrea                                                                                      |
| 4.º | Tarija                                                                                       | US$ 3 049 millones                                                                           | Surinam                                                                                      |
| 5.º | Potosí                                                                                       | US$ 2 819 millones                                                                           | Bután                                                                                        |
| 6.º | Chuquisaca                                                                                   | US$ 2 269 millones                                                                           | Cabo Verde                                                                                   |
| 7.º | Oruro                                                                                        | US$ 2 195 millones                                                                           | República Centroafricana                                                                     |
| 8.º | Beni                                                                                         | US$ 1 242 millones                                                                           | Granada                                                                                      |
| 9.º | Pando                                                                                        | US$ 418 millones                                                                             | Micronesia                                                                                   |
| Total | Bolivia                                                                                      | US$ 44.315 millones                                                                          | Túnez                                                                                        |
| Fuente: Instituto Nacional de Estadística de Bolivia INE (2022) |                                                                                              |                                                                                              |                                                                                              |
| Departamentos de Bolivia por riqueza promedio de habitante (producto interno bruto per Cápita) en 2022 |                                                                                              |                                                                                              |                                                                                              |
| Posición | Departamento de                                                                              | PIB per Cápita                                                                               | País Comparable en PIB per Cápita                                                            |
| 1.º | Tarija                                                                                       | US$ 5 072 dólares                                                                            | Irak                                                                                         |
| 2.º | La Paz                                                                                       | US$ 4 023 dólares                                                                            | El Salvador                                                                                  |
| 3.º | Oruro                                                                                        | US$ 3 970 dólares                                                                            | Indonesia                                                                                    |
| 4.º | Santa Cruz                                                                                   | US$ 3 966 dólares                                                                            | Cabo Verde                                                                                   |
| Promedio | Bolivia                                                                                      | US$ 3 691 dólares                                                                            | Bolivia                                                                                      |
| 5.º | Chuquisaca                                                                                   | US$ 3 433 dólares                                                                            | Marruecos                                                                                    |
| 6.º | Potosí                                                                                       | US$ 3 078 dólares                                                                            | Ucrania                                                                                      |
| 7.º | Cochabamba                                                                                   | US$ 3 049 dólares                                                                            | Filipinas                                                                                    |
| 8.º | Pando                                                                                        | US$ 2 555 dólares                                                                            | Egipto                                                                                       |
| 9.º | Beni                                                                                         | US$ 2 406 dólares                                                                            | Honduras                                                                                     |
| Nota:El PIB per cápita es un indicador del grado de desarrollo socioeconómico que ha alcanzado una determinada sociedad, el cual se obtiene al dividir el producto interno bruto del Departamento entre la cantidad de su población Fuente: Instituto Nacional de Estadística de Bolivia INE (2022) |                                                                                              |                                                                                              |                                                                                              |

### Composición de la economía paceña
Los sectores que más contribuyen al PIB departamental son: los servicios de la administración pública, seguido por los establecimientos financieros, las industrias, el transporte y comunicaciones y por último el comercio. Estos 5 sectores son los principales, ya que juntos, representan a un 57 % (más de la mitad) del PIB del departamento. 
En la siguiente tabla se muestran los sectores que más contribuyen al PIB departamental (de acuerdo a su producción).   
| Composición de la economía paceña (PIB departamental) en 2018 | Composición de la economía paceña (PIB departamental) en 2018 | Composición de la economía paceña (PIB departamental) en 2018 | Composición de la economía paceña (PIB departamental) en 2018 | Composición de la economía paceña (PIB departamental) en 2018 | Composición de la economía paceña (PIB departamental) en 2018 | Composición de la economía paceña (PIB departamental) en 2018 | Composición de la economía paceña (PIB departamental) en 2018 |
| Sector Económico                                              | Producción Total (PIB del Sector)                             | Representación en el PIB departamental                        |                                                               |                                                               |                                                               |                                                               |                                                               |
| ------------------------------------------------------------- | ------------------------------------------------------------- | ------------------------------------------------------------- | ------------------------------------------------------------- | ------------------------------------------------------------- | ------------------------------------------------------------- | ------------------------------------------------------------- | ------------------------------------------------------------- |
| Servicios de la Administración Pública                        | US$ 2 151 millones                                            | 19,00 %                                                       |                                                               |                                                               |                                                               |                                                               |                                                               |
| Establecimientos Financieros                                  | US$ 1 550 millones                                            | 13,69 %                                                       |                                                               |                                                               |                                                               |                                                               |                                                               |
| Industrias                                                    | US$ 975 millones                                              | 8,61 %                                                        |                                                               |                                                               |                                                               |                                                               |                                                               |
| Transporte y Comunicaciones                                   | US$ 908 millones                                              | 8,02 %                                                        |                                                               |                                                               |                                                               |                                                               |                                                               |
| Comercio                                                      | US$ 890 millones                                              | 7,86 %                                                        |                                                               |                                                               |                                                               |                                                               |                                                               |
| Agricultura                                                   | US$ 755 millones                                              | 6,67 %                                                        |                                                               |                                                               |                                                               |                                                               |                                                               |
| Minería                                                       | US$ 753 millones                                              | 6,65 %                                                        |                                                               |                                                               |                                                               |                                                               |                                                               |
| Servicios Comunales, Sociales y Personales                    | US$ 562 millones                                              | 4,97 %                                                        |                                                               |                                                               |                                                               |                                                               |                                                               |
| Restaurantes y Hoteles                                        | US$ 304 millones                                              | 2,69 %                                                        |                                                               |                                                               |                                                               |                                                               |                                                               |
| Electricidad, Gas y Agua                                      | US$ 252 millones                                              | 2,23 %                                                        |                                                               |                                                               |                                                               |                                                               |                                                               |
| Construcción                                                  | US$ 198 millones                                              | 1,76 %                                                        |                                                               |                                                               |                                                               |                                                               |                                                               |
| IVA e impuestos a las Importaciones                           | US$ 2 685 millones                                            | 23,73 %                                                       |                                                               |                                                               |                                                               |                                                               |                                                               |
| PIB Total del Departamento de La Paz                          | US$ 11 319 millones                                           | 100 %                                                         |                                                               |                                                               |                                                               |                                                               |                                                               |
| Fuente:INE                                                    |                                                               |                                                               |                                                               |                                                               |                                                               |                                                               |                                                               |

### Composición de la economía paceña en detalle
En la siguiente tabla se muestran los sectores que más contribuyen al PIB Departamental Paceño (de acuerdo a su producción).   
| Composición de la Economía Paceña (PIB Departamental) en 2018 | Composición de la Economía Paceña (PIB Departamental) en 2018 | Composición de la Economía Paceña (PIB Departamental) en 2018 | Composición de la Economía Paceña (PIB Departamental) en 2018 | Composición de la Economía Paceña (PIB Departamental) en 2018 | Composición de la Economía Paceña (PIB Departamental) en 2018 | Composición de la Economía Paceña (PIB Departamental) en 2018 | Composición de la Economía Paceña (PIB Departamental) en 2018 | Composición de la Economía Paceña (PIB Departamental) en 2018 |
| Posición | Sector Económico                                              | Producción Total (PIB del Sector)                             | Representación en el PIB departamental                        |                                                               |                                                               |                                                               |                                                               |                                                               |
| --- | ------------------------------------------------------------- | ------------------------------------------------------------- | ------------------------------------------------------------- | ------------------------------------------------------------- | ------------------------------------------------------------- | ------------------------------------------------------------- | ------------------------------------------------------------- | ------------------------------------------------------------- |
| 1.º | Servicios de la Administración Pública                        | US$ 2 151 millones                                            | 19,00 %                                                       |                                                               |                                                               |                                                               |                                                               |                                                               |
| 2.º | Comercio                                                      | US$ 890 millones                                              | 7,86 %                                                        |                                                               |                                                               |                                                               |                                                               |                                                               |
| 3.º | Servicios Financieros                                         | US$ 814 millones                                              | 7,20 %                                                        |                                                               |                                                               |                                                               |                                                               |                                                               |
| 4.º | Transporte                                                    | US$ 790 millones                                              | 8,02 %                                                        |                                                               |                                                               |                                                               |                                                               |                                                               |
| 5.º | Extracción de Minerales (Minería)                             | US$ 753 millones                                              | 6,65 %                                                        |                                                               |                                                               |                                                               |                                                               |                                                               |
| 6.º | Servicios Comunales, Sociales y Personales                    | US$ 562 millones                                              | 4,97 %                                                        |                                                               |                                                               |                                                               |                                                               |                                                               |
| 7.º | Agricultura                                                   | US$ 513 millones                                              | 4,54 %                                                        |                                                               |                                                               |                                                               |                                                               |                                                               |
| 8.º | Propiedad de Vivienda (Inmobiliaria)                          | US$ 424 millones                                              | 3,75 %                                                        |                                                               |                                                               |                                                               |                                                               |                                                               |
| 9.º | Industria de Bebidas                                          | US$ 331 millones                                              | 2,93 %                                                        |                                                               |                                                               |                                                               |                                                               |                                                               |
| 10.º | Servicio a las Empresas                                       | US$ 311 millones                                              | 2,75 %                                                        |                                                               |                                                               |                                                               |                                                               |                                                               |
| 11.º | Restaurantes y Hoteles                                        | US$ 304 millones                                              | 2,69 %                                                        |                                                               |                                                               |                                                               |                                                               |                                                               |
| 12.º | Electricidad, Gas y Agua                                      | US$ 252 millones                                              | 2,23 %                                                        |                                                               |                                                               |                                                               |                                                               |                                                               |
| 13.º | Construcción                                                  | US$ 198 millones                                              | 1,76 %                                                        |                                                               |                                                               |                                                               |                                                               |                                                               |
| 14.º | Industria Alimenticia                                         | US$ 185 millones                                              | 1,64 %                                                        |                                                               |                                                               |                                                               |                                                               |                                                               |
| 15.º | Industrias Pequeñas                                           | US$ 166 millones                                              | 1,47 %                                                        |                                                               |                                                               |                                                               |                                                               |                                                               |
| 16.º | Coca                                                          | US$ 150 millones                                              | 1,33 %                                                        |                                                               |                                                               |                                                               |                                                               |                                                               |
| 17.º | Industria Metalúrgica e Industria Cementera                   | US$ 146 millones                                              | 1,29 %                                                        |                                                               |                                                               |                                                               |                                                               |                                                               |
| 18.º | Comunicaciones                                                | US$ 117 millones                                              | 1,04 %                                                        |                                                               |                                                               |                                                               |                                                               |                                                               |
| 19.º | Industria Textil y de Cueros                                  | US$ 79 millones                                               | 0,74 %                                                        |                                                               |                                                               |                                                               |                                                               |                                                               |
| 20.º | Ganadería                                                     | US$ 64 millones                                               | 0,57 %                                                        |                                                               |                                                               |                                                               |                                                               |                                                               |
| 21.º | Industria Maderera                                            | US$ 64 millones                                               | 0,57 %                                                        |                                                               |                                                               |                                                               |                                                               |                                                               |
| 22.º | Caza, Pesca y Silvicultura                                    | US$ 24 millones                                               | 0,22 %                                                        |                                                               |                                                               |                                                               |                                                               |                                                               |
| 23.º | Agricultura Industrial (Agroindustria)                        | US$ 1 millón                                                  | 0,01 %                                                        |                                                               |                                                               |                                                               |                                                               |                                                               |
| 24.º | Extracción de Petróleo y Gas Natural                          | US$ 0                                                         | 0,00 %                                                        |                                                               |                                                               |                                                               |                                                               |                                                               |
| 25.º | Industria Petroquímica                                        | US$ 0                                                         | 0,00 %                                                        |                                                               |                                                               |                                                               |                                                               |                                                               |
| - | IVA e impuestos a las Importaciones                           | US$ 2 685 millones                                            | 23,73 %                                                       |                                                               |                                                               |                                                               |                                                               |                                                               |
| PIB Total del Departamento de La Paz | PIB Total del Departamento de La Paz                          | US$ 11 319 millones                                           | 100 %                                                         |                                                               |                                                               |                                                               |                                                               |                                                               |
| ´Nota 1: La Industria Metalúrgica, la Industria Petroquímica, la Industria Siderúrgica y la Industria Cementera son consideradas Industrias Pesadas La Industria Metalúrgica se encarga de la refinación y procesamiento de los Minerales. La Industria Cementera se encarga de la producción y refinación de la piedra caliza La Industria Petroquímica se encarga de la refinación del petróleo crudo y del gas natural, para la obtención de diésel, gasolina, urea (fertilizantes) y plásticos pesados. Nota 2: La Industria Alimenticia, la Industria de Bebidas, la Industria Textil y la Industria Maderera son consideradas Industrias Ligeras Fuente: Instituto Nacional de Estadística de Bolivia INE (2019) |                                                               |                                                               |                                                               |                                                               |                                                               |                                                               |                                                               |                                                               |
| Fuente:INE |                                                               |                                                               |                                                               |                                                               |                                                               |                                                               |                                                               |                                                               |

### Agricultura, silvicultura, ganadería y pesca
La agricultura, silvicultura, ganadería y pesca del Departamento de La Paz producen en su conjunto alrededor de 755 millones de dólares cada año, pues con esa cifra contribuyen con el 6,67 % al PIB departamental. 
En la década de 2000, este sector de la economía departamental paceña, ha crecido en un promedio de 1,87 %, desde el año 2000 hasta el año  2009. 
Durante toda la década de 2010, este sector de la economía departamental paceña, ha crecido en un promedio de 2,57 %, desde el año 2010 hasta el año 2018.

#### Agricultura
La agricultura del Departamento de La Paz en su mayoría son productos agrícolas no industriales como la papa, el arroz, el trigo, el maíz, el sorgo y la quinua. Pues cabe mencionar que los productos agrícolas industriales del departamento (como la caña de azúcar, el girasol o la soya) solamente producen 7 millones de dólares cada año, lo cual representa apenas al 0,01 % del PIB departamental.   
El Departamento de La Paz tiene una variedad de producción en cuanto a alimentos se refiere. En la zona altiplánica del departamento se produce: papa, quinua, oca, habas, cañahui, arveja, cebada, pastos cultivados y avena entre los principales. 
En las zonas de los valles: existe una variedad de frutas como, la uva, el durazno, el ciruelo, etc., como así también toda clase de hortalizas y legumbres. La zona de los Yungas produce: cítricos, café, maní, yuca, maíz, coca y otras frutas típicas de la región. 
En la región de los llanos tropicales del norte del departamento, prosperan pastos de alta calidad y especies arbóreas de finas maderas como: mara o caoba, sangre de toro, moradillo, laurel, etc.

#### Ganadería
En el Altiplano, en la puna brava y montaña se da la ganadería de camélidos llamas, alpacas y vicuñas en gran cantidad, tanto la lana como la carne son usados para el consumo industrial y alimentario. El Altiplano es poblado por grandes rebaños de ganado ovino. La región de Apolo, en la zona amazónica, por sus condiciones de clima y excelentes pastos naturales es apta para la cría y engorde de ganado bovino, ovino y caballar. Las praderas del norte cobijan grandes hatos de ganado bovino y equino.

#### Pesca
La pesca se realiza en el lago Titicaca, especialmente la trucha salmonada y la criolla. En los ríos La Paz y Beni hay pesca abundante de peces deliciosos como: pacú, bagre, blanquillo, bagre, sábalo, surubí y muchos otros.

#### Silvicultura
| Sector de la Agricultura, Silvicultura, Caza y Pesca en el Departamento de La Paz | Sector de la Agricultura, Silvicultura, Caza y Pesca en el Departamento de La Paz | Sector de la Agricultura, Silvicultura, Caza y Pesca en el Departamento de La Paz | Sector de la Agricultura, Silvicultura, Caza y Pesca en el Departamento de La Paz | Sector de la Agricultura, Silvicultura, Caza y Pesca en el Departamento de La Paz | Sector de la Agricultura, Silvicultura, Caza y Pesca en el Departamento de La Paz | Sector de la Agricultura, Silvicultura, Caza y Pesca en el Departamento de La Paz | Sector de la Agricultura, Silvicultura, Caza y Pesca en el Departamento de La Paz |
| Año                                                                               | Producción Total                                                                  | Representación en el PIB departamental                                            | Año                                                                               | Producción Total                                                                  | Representación en el PIB departamental                                            |                                                                                   |                                                                                   |
| --------------------------------------------------------------------------------- | --------------------------------------------------------------------------------- | --------------------------------------------------------------------------------- | --------------------------------------------------------------------------------- | --------------------------------------------------------------------------------- | --------------------------------------------------------------------------------- | --------------------------------------------------------------------------------- | --------------------------------------------------------------------------------- |
| 1988                                                                              | US$ 107 millones                                                                  | 8,43 %                                                                            | 2006                                                                              | US$ 184 millones                                                                  | 6,67 %                                                                            |                                                                                   |                                                                                   |
| 1989                                                                              | US$ 103 millones                                                                  | 7,88 %                                                                            | 2007                                                                              | US$ 212 millones                                                                  | 6,53 %                                                                            |                                                                                   |                                                                                   |
| 1990                                                                              | US$ 104 millones                                                                  | 7,91 %                                                                            | 2008                                                                              | US$ 281 millones                                                                  | 6,83 %                                                                            |                                                                                   |                                                                                   |
| 1991                                                                              | US$ 115 millones                                                                  | 7,87 %                                                                            | 2009                                                                              | US$ 322 millones                                                                  | 7,32 %                                                                            |                                                                                   |                                                                                   |
| 1992                                                                              | US$ 115 millones                                                                  | 7,24 %                                                                            | 2010                                                                              | US$ 345 millones                                                                  | 6,94 %                                                                            |                                                                                   |                                                                                   |
| 1993                                                                              | US$ 115 millones                                                                  | 7,01 %                                                                            | 2011                                                                              | US$ 401 millones                                                                  | 6,56 %                                                                            |                                                                                   |                                                                                   |
| 1994                                                                              | US$ 125 millones                                                                  | 7,23 %                                                                            | 2012                                                                              | US$ 451 millones                                                                  | 6,57 %                                                                            |                                                                                   |                                                                                   |
| 1995                                                                              | US$ 135 millones                                                                  | 6,82 %                                                                            | 2013                                                                              | US$ 511 millones                                                                  | 6,64 %                                                                            |                                                                                   |                                                                                   |
| 1996                                                                              | US$ 137 millones                                                                  | 6,33 %                                                                            | 2014                                                                              | US$ 543 millones                                                                  | 6,49 %                                                                            |                                                                                   |                                                                                   |
| 1997                                                                              | US$ 155 millones                                                                  | 7,03 %                                                                            | 2015                                                                              | US$ 589 millones                                                                  | 6,61 %                                                                            |                                                                                   |                                                                                   |
| 1998                                                                              | US$ 149 millones                                                                  | 6,87 %                                                                            | 2016                                                                              | US$ 663 millones                                                                  | 6,97 %                                                                            |                                                                                   |                                                                                   |
| 1999                                                                              | US$ 174 millones                                                                  | 8,09 %                                                                            | 2017                                                                              | US$ 736 millones                                                                  | 6,95 %                                                                            |                                                                                   |                                                                                   |
| 2000                                                                              | US$ 183 millones                                                                  | 8,48 %                                                                            | 2018                                                                              | US$ 755 millones                                                                  | 6,67 %                                                                            |                                                                                   |                                                                                   |
| 2001                                                                              | US$ 179 millones                                                                  | 8,74 %                                                                            | 2019                                                                              |                                                                                   |                                                                                   |                                                                                   |                                                                                   |
| 2002                                                                              | US$ 171 millones                                                                  | 8,43 %                                                                            | 2020                                                                              |                                                                                   |                                                                                   |                                                                                   |                                                                                   |
| 2003                                                                              | US$ 163 millones                                                                  | 7,82 %                                                                            | 2021                                                                              |                                                                                   |                                                                                   |                                                                                   |                                                                                   |
| 2004                                                                              | US$ 178 millones                                                                  | 8,18 %                                                                            | 2022                                                                              |                                                                                   |                                                                                   |                                                                                   |                                                                                   |
| 2005                                                                              | US$ 161 millones                                                                  | 6,88 %                                                                            | 2023                                                                              |                                                                                   |                                                                                   |                                                                                   |                                                                                   |
| Fuente:INE                                                                        |                                                                                   |                                                                                   |                                                                                   |                                                                                   |                                                                                   |                                                                                   |                                                                                   |

### Minería
La producción minera del Departamento de La Paz es uno de los sectores más importantes dentro de la economía departamental.
| Sector de la Minería en el Departamento de La Paz | Sector de la Minería en el Departamento de La Paz | Sector de la Minería en el Departamento de La Paz | Sector de la Minería en el Departamento de La Paz | Sector de la Minería en el Departamento de La Paz | Sector de la Minería en el Departamento de La Paz | Sector de la Minería en el Departamento de La Paz | Sector de la Minería en el Departamento de La Paz |
| Año                                               | Producción Total                                  | Contribución al PIB departamental                 | Año                                               | Producción Total                                  | Contribución al PIB departamental                 |                                                   |                                                   |
| ------------------------------------------------- | ------------------------------------------------- | ------------------------------------------------- | ------------------------------------------------- | ------------------------------------------------- | ------------------------------------------------- | ------------------------------------------------- | ------------------------------------------------- |
| 1988                                              | US$ 60 millones                                   | 4,75 %                                            | 2006                                              | US$ 111 millones                                  | 4,03 %                                            |                                                   |                                                   |
| 1989                                              | US$ 73 millones                                   | 5,62 %                                            | 2007                                              | US$ 132 millones                                  | 4,08 %                                            |                                                   |                                                   |
| 1990                                              | US$ 68 millones                                   | 5,18 %                                            | 2008                                              | US$ 245 millones                                  | 5,96 %                                            |                                                   |                                                   |
| 1991                                              | US$ 60 millones                                   | 4,12 %                                            | 2009                                              | US$ 259 millones                                  | 5,90 %                                            |                                                   |                                                   |
| 1992                                              | US$ 63 millones                                   | 3,96 %                                            | 2010                                              | US$ 331 millones                                  | 6,67 %                                            |                                                   |                                                   |
| 1993                                              | US$ 50 millones                                   | 3,08 %                                            | 2011                                              | US$ 443 millones                                  | 7,25 %                                            |                                                   |                                                   |
| 1994                                              | US$ 66 millones                                   | 3,84 %                                            | 2012                                              | US$ 378 millones                                  | 5,50 %                                            |                                                   |                                                   |
| 1995                                              | US$ 87 millones                                   | 4,41 %                                            | 2013                                              | US$ 361 millones                                  | 4,69 %                                            |                                                   |                                                   |
| 1996                                              | US$ 87 millones                                   | 4,03 %                                            | 2014                                              | US$ 401 millones                                  | 4,79 %                                            |                                                   |                                                   |
| 1997                                              | US$ 49 millones                                   | 2,24 %                                            | 2015                                              | US$ 390 millones                                  | 4,38 %                                            |                                                   |                                                   |
| 1998                                              | US$ 34 millones                                   | 1,60 %                                            | 2016                                              | US$ 425 millones                                  | 4,47 %                                            |                                                   |                                                   |
| 1999                                              | US$ 30 millones                                   | 1,43 %                                            | 2017                                              | US$ 744 millones                                  | 7,02 %                                            |                                                   |                                                   |
| 2000                                              | US$ 31 millones                                   | 1,45 %                                            | 2018                                              | US$ 753 millones                                  | 6,65 %                                            |                                                   |                                                   |
| 2001                                              | US$ 31 millones                                   | 1,52 %                                            | 2019                                              |                                                   |                                                   |                                                   |                                                   |
| 2002                                              | US$ 38 millones                                   | 1,90 %                                            | 2020                                              |                                                   |                                                   |                                                   |                                                   |
| 2003                                              | US$ 52 millones                                   | 2,54 %                                            | 2021                                              |                                                   |                                                   |                                                   |                                                   |
| 2004                                              | US$ 62 millones                                   | 2,87 %                                            | 2022                                              |                                                   |                                                   |                                                   |                                                   |
| 2005                                              | US$ 67 millones                                   | 2,85 %                                            | 2023                                              |                                                   |                                                   |                                                   |                                                   |
| Fuente:INE                                        |                                                   |                                                   |                                                   |                                                   |                                                   |                                                   |                                                   |

### Industria
El departamento de La Paz cuenta con industrias manufactureras de hilados de algodón, lana, sedas y fibras químicas, cerveza, gases industriales, tubos y artículos de plásticos, manufactura de utensilios de aluminio, cartón, carrocerías metálicas para ómnibus y camiones, productos químicos, pinturas, industria farmacéutica, cigarrillos, fósforos, calzados, sombreros, aguas, gaseosas, artículos de cuero, discos, alimentos envasados, metalmecánica, jabones, cerámica para construcciones, muebles, artículos de goma ácido sulfúrico, vidrios y cristales, cemento, etc. La economía del departamento se basa en la exportación de maderas del norte, la confección de prendas de vestir en las ciudades de La Paz y El Alto, el comercio y servicios.

### Artesanía

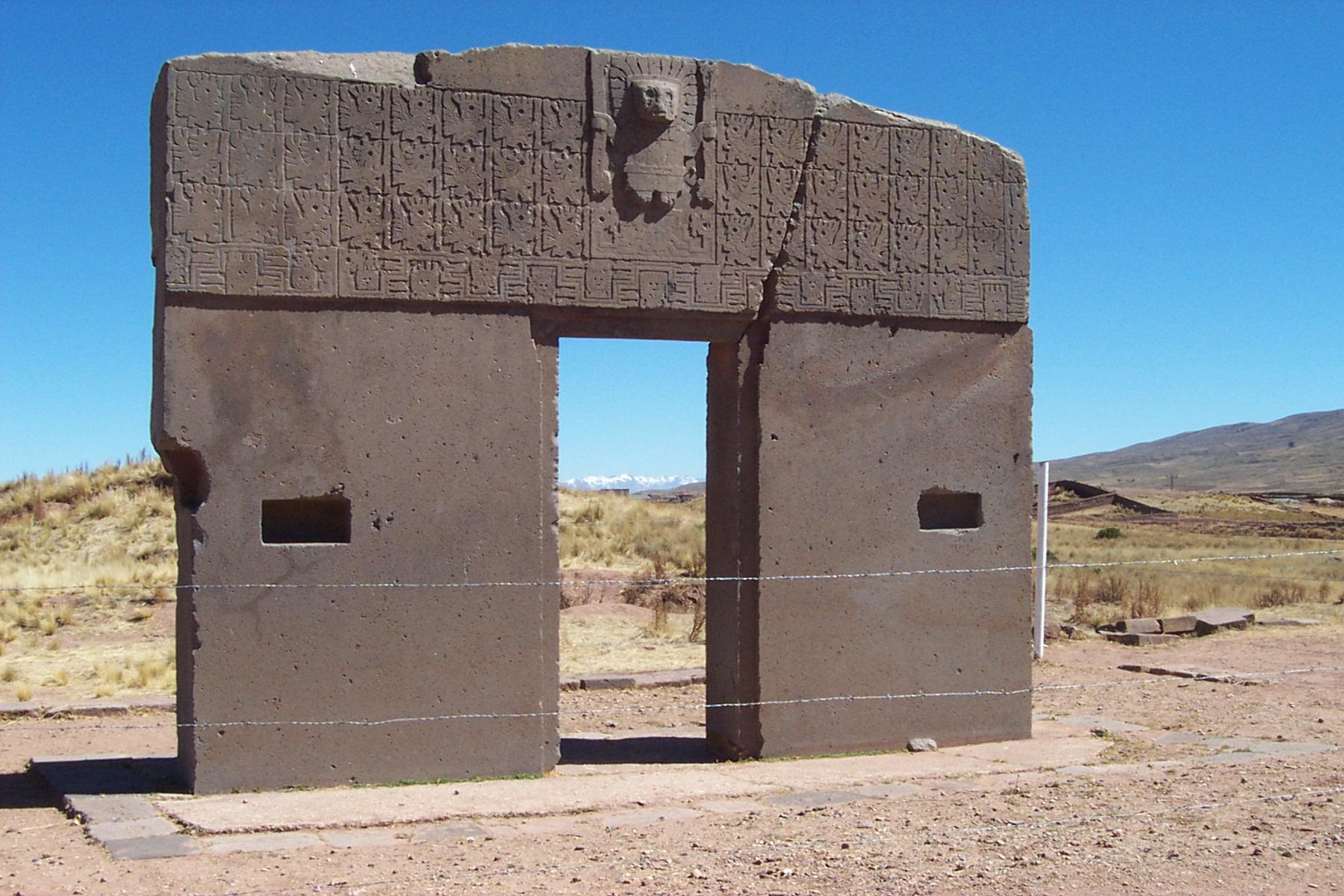
Turismo en el departamento de La Paz.
Puerta del Sol en Tiahuanaco.

El departamento de La Paz, cuenta con productores artesanos muy hábiles en la confección de prendas de vestir haciendo uso de los recursos de lana de alpaca y llama; en la producción de joyas de oro, plata, estaño y otros; en la confección de ropa de cuero de vacuno o de llama; y en general de artículos de artesanía que reflejan la conservación de la cultura en sus tejidos, instrumentos musicales, adornos y otros.

### Turismo

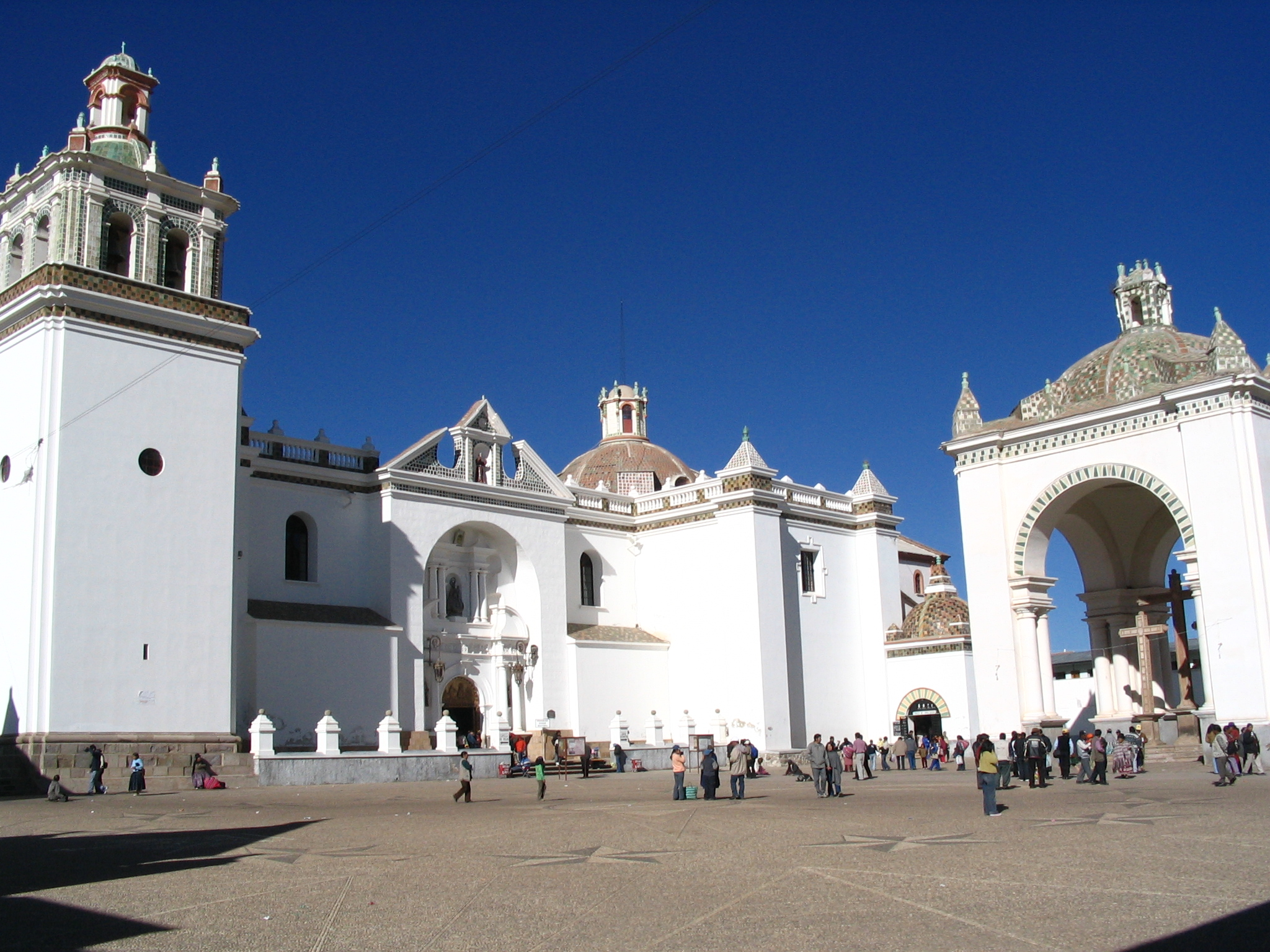
Iglesia de Copacabana.

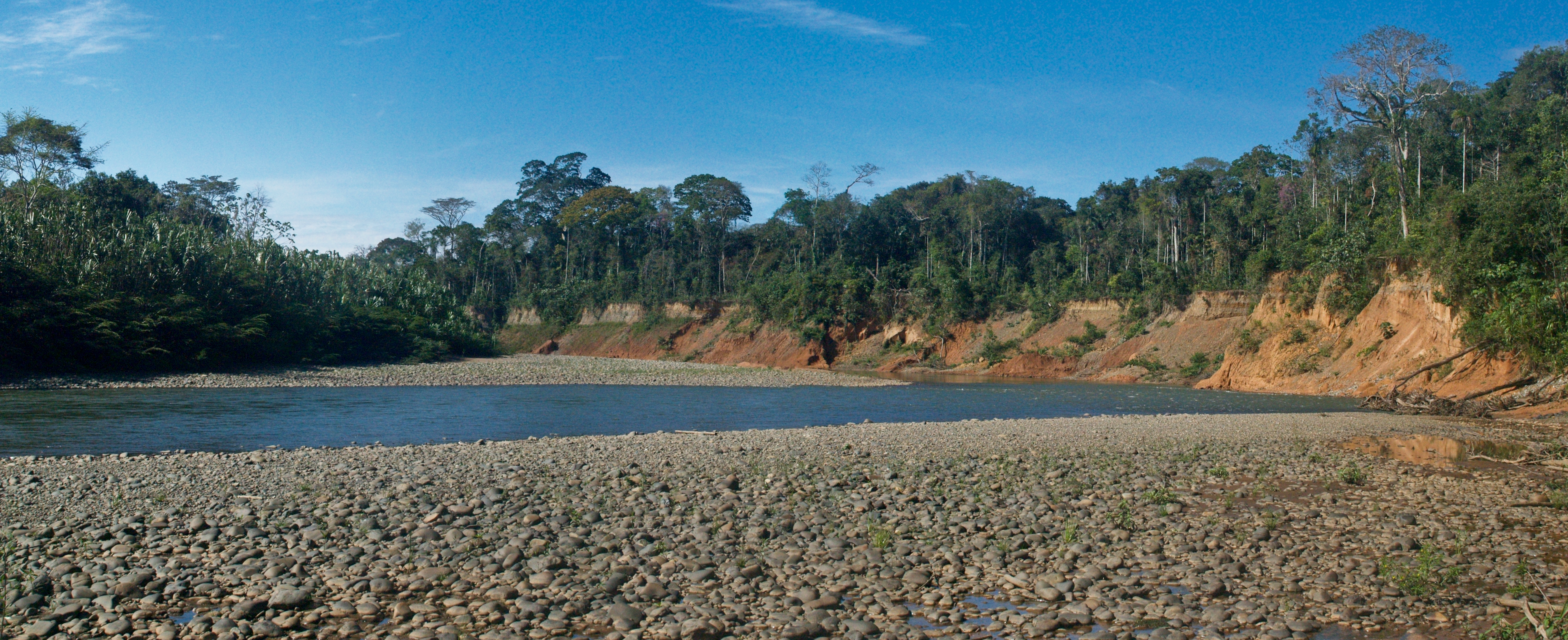
Parque nacional Madidi.

En el departamento de La Paz se pueden visitar ruinas de culturas prehispánicas, como la incaica y la cultura tiwanacota, que se remonta a unos 1300 años A. C. Tiwanaku, que fue foco de esa cultura y su principal centro ceremonial, se encuentra ubicada a menos de 80 km de la ciudad de La Paz y a 20 km del Lago Titicaca. Se puede conocer también la Iglesia de Copacabana ubicada en el pueblo de Copacabana a orillas del Lago Titicaca y muchas iglesias coloniales de poblaciones rurales. En la Iglesia de la población de Calamarca se destacan las pinturas de Los Ángeles de Calamarca.
Los valles y llanos que se encuentran en el norte son visita obligada al igual que Los Yungas, la región cocalera y cafetalera por excelencia con sus localidad principales Chulumani, Coroico y Caranavi.
La Paz al ser el departamento con mayor biodiversidad de Bolivia,[cita requerida] también cuenta con el parque nacional Madidi en la selva del norte. En este parque los turistas pueden apreciar varias especies únicas de fauna y flora, así como jaguares, anacondas y el delfín rosado que es un atractivo común.
Otros de los atractivos son sus extensas líneas de teleféricos que pasan por lo alto de las ciudades de El Alto y especialmente La Paz. Pronto estas líneas se expandirán hasta ser 9 líneas.
Uno de los atractivos más grandes es el denominado "Camino de la muerte" que baja desde la cumbre hasta la ciudad de Coroico en plena selva alta boliviana. El atractivo es famoso por el peligro e insuperables vistas que el turista ver al bajar en bicicleta por este antiguo camino.
La ciudad de La Paz fue elegida como una de las "Siete Nuevas Ciudades Maravillas del Mundo" por el Seven Wonders Foundation. También aparece en puesto #3 de mejores ciudades para fiestas, clubs y vida nocturna por National Geographic.

## Gastronomía

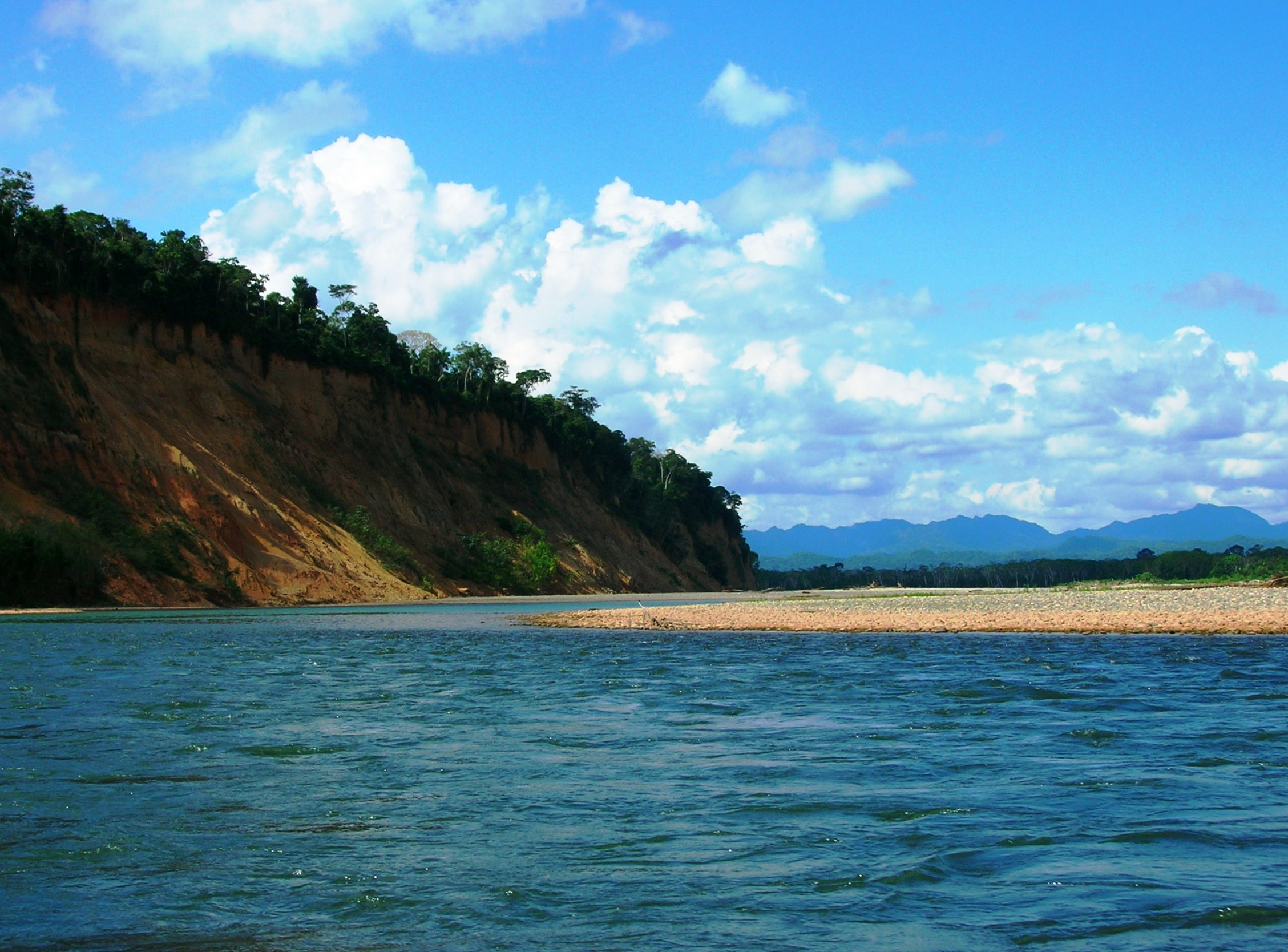
Parque nacional Madidi.

La ciudad de La Paz presenta platos de comidas típicas de todos los departamentos.
Además cuenta con los mejores restaurantes de comida nacional e internacional del país. El restaurante "Gustu" del Chef Meyer (alguna vez chef del denominado mejor restaurante del mundo "Noma") se posiciona en el puesto #17 de los mejores restaurantes de Latinoamérica. Comida extranjera y fusión se pueden encontrar en restaurantes como "Jardines de Asia" o el famoso "La Suisse". Los restaurantes de salud, vegetarianos/veganos también están en alza como en el caso de "Red Monkey".
También se encuentra una representación variada de comida nacional cerca del mercado más famoso y conocido de la ciudad que es el "Mercado Rodríguez" con varios restaurantes como "El Restaurante Quirquincho" junto con las vendedoras de platos de pescado, mostrando su sazón a toda la ciudad en general.